# Гребенщиков, Борис Борисович
Бори́с Бори́сович Гребенщико́в (род. 27 ноября 1953, Ленинград, СССР) — советский и российский поэт, музыкант, композитор, певец, гитарист, радиоведущий. Основатель, лидер и единственный бессменный участник рок-группы «Аквариум». Один из родоначальников рок-музыки на русском языке.
С 2005 года — ведущий программы «Аэростат». Трансляция передачи велась с 2005 по 2022 год на «Радио России» и на радиостанции «Культура», с 2022 ведётся на радио «Эхо» и в интернете. На 13 октября 2024 года вышло 1010 выпусков.

## Биография
Родился 27 ноября 1953 года в Ленинграде.
В 1971 году окончил Физико-математическую школу № 239 Ленинграда. Летом 1972 Гребенщиков вместе с Анатолием Гуницким основал группу «Аквариум». До середины восьмидесятых годов группа жила полуподпольной жизнью, делая домашние записи и изредка выезжая на короткие гастроли в другие города. В 1974 году короткое время сотрудничал с экспериментальным театром Эрика Горошевского.
В 1977 году окончил Факультет прикладной математики — процессов управления Ленинградского государственного университета им. Жданова и стал работать в НИИ социологии, продолжая писать песни, выступать с редкими полуподпольными концертами. В том же году основал самиздатский музыкальный журнал «Рокси».
Летом 1978 года совместно с Майком Науменко записал акустический альбом «Все братья — сёстры». В записи принимал участие Михаил Файнштейн. Гребенщиков увлёкся творчеством Боба Дилана. Весной 1980, после выступления на Тбилисском рок-фестивале, который проходил в марте 1980 года, был уволен с работы в НИИКСИ и исключён из комсомола. Через год записал первый полноценный самиздатский альбом в истории российского рока, с обложкой, записанный в студии — «Синий альбом» «Аквариума». Группа становится членом Ленинградского рок-клуба; начиная с 1983 года, принимала участие в первых пяти его фестивалях.
В 1982 году спродюсировал первый альбом группы «Кино» — «45».
В 1986 году вышел последний самиздатский альбом Аквариума «Десять стрел». Летом 1986 года в США вышел двойной альбом Red Wave, в который вошли песни «Аквариума». Через год вышла первая пластинка «Аквариума» в СССР. В 1989 году был выпущен за границей первый англоязычный альбом «Radio Silence» с участием Дэйва Стюарта из Eurythmics.
14 марта 1991 группа «Аквариум» прекратила свою деятельность. Гребенщиков создал «БГ-Бэнд» (1991—1992), в составе которого записал «Русский альбом». В 1992 году музыкант собирает новый состав «Аквариума» («Аквариум 2.0», распущен в 1997).
В 1993 году Гребенщиков включён в ежегодную программу «Всемирная музыка» Городским театром Парижа (бывший Театр Сары Бернар) и даёт большой концерт в ноябре 1994 года. В 1993—1996 годах редактор Главной редакции музыкальных программ Центрального телевидения Елена Карпова снимает несколько фильмов о Борисе Гребенщикове и группе «Аквариум», в том числе «Аквариум». «Визит в Москву» (первый параллельный теле- и радиопроект в режиме «стерео» совместно с радиостанцией «Европа Плюс»), «Снежный лев», «Навигатор».
В 1997 году стал лауреатом премии «Триумф».
В 1998 году Гребенщиков выпустил альбом с участием американской певицы Габриэлы Рот и музыкантов из США (группа Габриэлы Рот), целиком состоящий из санскритских и тибетских буддийских мантр. Альбом имел разное оформление обложек в России и США.
В 2003 году прошёл большой концерт в Кремле в честь пятидесятилетнего юбилея. В марте 2005 выступил организатором встречи ряда рок-музыкантов и продюсеров с Владиславом Сурковым, замглавы администрации президента, вызвавшей большой резонанс в СМИ.
22 мая 2005 Гребенщиков начал карьеру радиоведущего и до мая 2022 вёл почти часовую авторскую программу «Аэростат».
В 2006 году Гребенщикову проведена операция по коррекции зрения.
21 мая 2007 — концерт в «Альберт-холле».
8 января 2009 года в Берлине музыканту сделана операция по шунтированию сердца.
В феврале 2014 года прошёл второй концерт Гребенщикова в «Théâtre de la Ville» в Париже. В том же году вышел сольный альбом «Соль», «лучший за 40 с лишним лет».
В 2017 Борис Гребенщиков стал художественным директором ежегодного петербургского фестиваля «Части света».
В 2019 году опубликовал свой перевод «Бхагавадгиты» (индийского религиозного памятника, используемого индуистами в качестве Священного писания до настоящего времени).
В интервью 2022 года сказал, что в основном стал жить в Лондоне как наиболее подходящем месте для музыкальных записей.
В интервью передаче «Би-би-си» «HARDtalk», опубликованной 5 октября 2022 года, объяснил свою позицию о вторжении России на Украину и отмене русской культуры в других странах. В 2023 году стал инициатором проекта Heal The Sky — благотворительного музыкального сборника, направленного на помощь детям, пострадавшим от войны на Украине.
В настоящее время живёт вне России.

## Семья
Отец — Борис Александрович Гребенщиков (1926—1975), инженер, впоследствии директор опытного завода Балтийского пароходства. Мать — Людмила Харитоновна Гребенщикова (Губкина) (30.07.1929—11.08.2009), юрисконсульт Ленинградского дома моделей.
Дед Бориса Гребенщикова по отцу — Александр Сергеевич Гребенщиков, член ВКП(б) c 1918 года, служил в НКВД, во время Великой Отечественной войны, будучи начальником управления Балттехфлота НКВД, много сделал для создания Дороги жизни.
Бабушка — Екатерина Николаевна, вместе с дочерью пережила блокаду Ленинграда, потеряв мужа и отца.
- Жена: Наталья Козловская (1976[23]). Разошлись в 1980 году.

- - Дочь: Алиса Гребенщикова (род. 12 июня 1978), актриса. Состояла в отношениях с Сергеем Дандуряном (расстались после рождения сына).

- -     - Внук: Алексей Гребенщиков (род. 2008).

- Жена — Людмила Шурыгина (1980; до этого — фактическая жена Всеволода Гаккеля): Художница, работала уборщицей в 222-й школе. Они разошлись в 1989 году.

- - Сын: Глеб Гребенщиков (род. 1984), известен как диджей под сценическими псевдонимами gebe и Dr. Grasshoper, с 2014 года — перкуссионист группы «Аквариум». Со времени смерти прабабушки Екатерины Васильевны жил с отцом. Первая жена — Эля Веретенникова. Вторая жена — Валерия Гребенщикова.

- -     - Внучка: Алиса Глебовна Гребенщикова (от первой жены Глеба – Эли Веретенниковой).

- -     - Внучка: Софья Глебовна Гребенщикова (от второй жены Глеба – Валерии).

- Третья жена — Ирина Титова (с 1989 года, бывшая жена бас-гитариста «Аквариума» Александра Титова). Её дети от предыдущего брака с Александром Титовым: Марк Титов, музыкант нескольких независимых групп, пишет электронную музыку под именем Bio C., Василиса Гребенщикова, художница.

Единокровный брат — Александр Гребенщиков, музыкант, лидер группы «КРОМЕ».

## Дискография
Деление на категории — в соответствии с классификацией Бориса Гребенщикова.

### «Доисторические» альбомы Гребенщикова и «Аквариума»
Начало распространения в магнитиздате:
- 1974 — Искушение Святого Аквариума (Борис и Джордж)
- 1974 — Менуэт земледельцу (Аквариум) Запись утеряна
- 1975 — Притчи графа Диффузора (Аквариум)
- 1976 — С той стороны зеркального стекла (БГ)
- 1978 — Все братья — сёстры (Борис и Майк)

### «Исторические» студийные и концертные альбомы «Аквариума»
Начало распространения в магнитиздате:
- 1981 — Синий альбом
- 1981 — Треугольник
- 1981 — Электричество
- 1982 — Акустика
- 1982 — Табу
- 1983 — Радио Африка
- 1984 — Ихтиология
- 1984 — День Серебра
- 1986 — Дети Декабря
- 1986 — Десять стрел

Поступили в продажу:
- 1988 — Равноденствие (первый альбом, записанный в 1987 году на фирме «Мелодия» и выпущенный официально)
- 1990 — Чёрная роза…(музыка к одноимённому фильму, записана в 1988—1989 гг)
- 1992 — Архив (закончен весной 1991)
- 2007 — Феодализм (записи конца восьмидесятых годов, доработанные в 2007)
- 2010 — Наша жизнь с точки зрения деревьев (записи конца восьмидесятых годов)
- 2010 — Записки о Флоре и Фауне (запись 1982 года)
- 2012 — Сроки и цены (запись 1983 года)
- 2012 — Тайная история пчеловодства

Аквариум 2.0
- 1993 — Библиотека Вавилона
- 1993 — Любимые песни Рамзеса IV
- 1994 — Пески Петербурга
- 1994 — Кострома mon amour
- 1995 — Навигатор
- 1996 — Снежный лев
- 1997 — Гиперборея

Аквариум 3.0
- 1999 — Ψ
- 2000 — Территория
- 2002 — Сестра Хаос
- 2003 — Песни рыбака
- 2005 — ZOOM ZOOM ZOOM
- 2006 — Беспечный русский бродяга
- 2008 — Лошадь белая
- 2009 — Пушкинская, 10
- 2010 — День радости
- 2011 — Архангельск
- 2012 — Воздухоплавание в компании сфинксов
- 2013 — Аквариум +

Аквариум 4.0
- 2016 — Песни Нелюбимых (EP)
- 2017 — Двери Травы (EP)
- 2020 — Тор
- 2022 — Дом Всех Святых

См. также дискографию Бориса Гребенщикова с группой «Аквариум» в статье Дискография группы «Аквариум».

### «БГ+»
- 2023 — Богрукиног[25][26][27]
- 2024 — Новый шёлковый путь[28]
- 2024 — √☀ (англ. Square Root Sun)[29]

### Сольная дискография
- 1978 — Все братья — сёстры (совместно с Майком Науменко)
- 1989 — Radio Silence (англоязычный альбом, за исключением двух песен)
- 1992 — Русский альбом
- 1994 — Песни Александра Вертинского
- 1996 — Чубчик
- 1996 — Radio London (англоязычные демозаписи 1990/1991)
- 1997 — Лилит
- 1998 — Борис Гребенщиков и Deadушки
- 1998 — Прибежище (англ. Refuge)
- 1999 — Песни Булата Окуджавы
- 2004 — Без слов (инструментальный альбом, записанный в начале 1990-х, в продажу не поступил, распространяется только на концертах группы)
- 2014 — Соль
- 2018 — Время N
- 2020 — Знак Огня
- 2020 — Услышь меня, хорошая
- 2023 — Песни бардов
- 2023 — Songs Of Clear Light[30]
- 2024 — Pictures of You[31]

## Участие в других проектах
В список не вошли совместные записи с теми исполнителями, которые являлись участниками группы. Их дискографию см. в соответствующем разделе на странице Дискография группы «Аквариум».
- 1974 — Победа ЗА (ЗА)
- 1980 — Сладкая N и другие (Майк Науменко)
- 1982 — 45 (группа «Кино» с участием Бориса Гребенщикова и группы «Аквариум»)
- 1982 — LV (Майк Науменко)
- 1983 — Экзерсисы (Владимир Чекасин, Сергей Курёхин, Борис Гребенщиков)
- 1984 — Начальник Камчатки (группа «Кино» с участием Бориса Гребенщикова и группы «Аквариум»)
- 1985 — Безумные соловьи русского леса (Сергей Курёхин, Борис Гребенщиков)
- 1986 — Подземная Культура (Сергей Курёхин, Игорь Бутман, Борис Гребенщиков)
- 1987 — Башлачёв VI (Александр Башлачёв)
- 1988 — В круге света («Машина времени»)
- 1989 — Sacred Heart[англ.] (Shakespear’s Sister[англ.])
- 1991 — Which Side Are On/Mr. Bragg Goes to Moscow (видеоальбом) (Билли Брэг)
- 1991 — Зоопарк. Буги-вуги каждый день (CD+DVD) (Майк Науменко с участием Бориса Гребенщикова и группы «Аквариум»)
- 1991 — Два капитана 2 (Сергей Курёхин)
- 1992 — Золотые орехи (Адо)
- 1993 — Rock Me But Don`t Disrupt My Mind (Джоанна Стингрей)
- 1993 — Чиж (сольный альбом Сергея Чигракова)
- 1993 — Титаник на Фонтанке (Nautilus Pompilius)
- 1996 — Детский альбом (Сергей Курёхин)
- 1997 — Яблокитай (Nautilus Pompilius)
- 1997 — Second Sight (Кейт Сент-Джон)
- 2003 — Heart on Snow (Марк Алмонд с участием Бориса Гребенщикова и группы «БГ-Бэнд»)
- 2004 — Сквозь пальцы («Настя»)
- 2007 — Стать Севера («Алиса»)
- 2007 — Premonitions of a Shooting Star (Андрей Самсонов + Duo Zikr)
- 2008 — Олег Сакмаров. Юбилейный концерт (CD+DVD)
- 2009 — Башлачёв. В коммуналке БГ (DVD)
- 2016 — Чёрный дрозд (Совместно с группой «Мельница». Альбом «Химера» 2016)
- 2019 — Почему не падает небо (совместно с группой «Счастливые люди»)
- 2023 — Heal The Sky (благотворительный сборник)

## Проза
Написал несколько прозаических произведений: повесть «Лес» («Роман, который так и не окончен») и рассказ «Иван и Данило».

## Религия
Как сообщается в FAQ официального сайта группы «Аквариум», Гребенщиков не является приверженцем какой-либо определённой религии. В начале 1990-х годов он всерьёз увлёкся буддизмом, называл себя учеником ламы-датчанина Оле Нидала, проповедника европеизированного варианта учения школы Карма Кагью на Западе и в России. Неоднократно посещал ашрам известного индийского гуру Саи Бабы. В 2006 году в Малайзии познакомился с известным неоиндуистским гуру Шри Чинмоем, который дал музыканту имя Пурушоттама (в переводе с санскрита означает «великолепный человек»). При поддержке Шри Чинмоя были организованы концерты Гребенщикова в Лондоне, в Альберт-холле, в августе 2007 года — сольный концерт в ООН, в котором Гребенщикову аккомпанировали ученики Шри Чинмоя.
Гребенщиков иногда посещает православные церкви и участвует в православных богослужениях. Долгое время он занимался составлением списка чудотворных икон России.
Гребенщиков изучает индийскую и китайскую философию. Перевёл с английского языка несколько буддийских и индуистских текстов. С 2009 года работал над переводом «Бхагавад-гиты» с санскрита на русский язык. Музыкант утверждает, что эта «гениальнейшая книга человечества» переведена на русский язык «так, что читать её невозможно. Я пытаюсь сделать так, чтобы было понятно всем». 21 октября 2019 года Гребенщиков объявил на своей официальной странице в социальной сети Facebook о завершении перевода. Летом 2020 года книга вышла в издательстве АСТ. На YouTube опубликован её аудиовариант.

## Увлечения, интересы, отношение к искусству
В 2012 году по просьбе издательства «Розовый жираф», специализирующегося на книгах для детей, Гребенщиков составил список десяти своих любимых книг, который, по его словам, «мог бы быть и втрое больше». В список вошли следующие литературные произведения:
1. «Ветер в ивах» К. Грэм;
2. «Книга джунглей» Р. Киплинг;
3. «Хоббит, или Туда и обратно» Дж. Р. Р. Толкин;
4. «Властелин колец» Дж. Р. Р. Толкин;
5. «Алиса в Стране чудес» Л. Кэрролл;
6. «Алиса в Зазеркалье» Л. Кэрролл;
7. «Буратино» А. Н. Толстой;
8. «Остров сокровищ» Р. Стивенсон;
9. «Волшебник Земноморья» У. Ле Гуин;
10. «Маленький принц» А. Сент-Экзюпери.

Среди русских классиков Гребенщикову нравится творчество Пушкина, Пастернака, Мандельштама, Булгакова и Ахматовой; из современных писателей — Бориса Акунина и Виктора Пелевина.
Любимые фильмы, среди прочего, — «Шерлок Холмс» Гая Ричи, «Белое солнце пустыни» Владимира Мотыля и «Остров» Павла Лунгина, а также популярные сериалы «Пуаро» и «Приключения Шерлока Холмса».
Борис Гребенщиков является большим поклонником The Beatles, которые значительно повлияли на его творчество и мироощущение.

## Общественная позиция
По заявлению директора российского представительства Amnesty International Сергея Никитина, составленному в конце 2015 года, Борис Гребенщиков более десяти лет охотно откликается на призывы этой организации выступить в защиту политзаключённых по всему миру и принимает участие в «марафонах» Amnesty International, в ходе которых участники «марафона» пишут письма властям тех стран, где люди страдают от нарушения прав человека. Подписи Бориса Гребенщикова, по словам Сергея Никитина, ускорили выход на свободу троих «болотных сидельцев», калининградских «узников флага» и помогли во многих других случаях.
В 2015 году музыкант подписался под письмом к генпрокурору РФ с призывом принять срочные меры и отменить приговоры Олегу Сенцову, Александру Кольченко и Геннадию Афанасьеву, вынесенные по «несоразмерным обвинениям в терроризме»; он призвал предъявить им надлежащие обвинения или освободить их.
Гребенщиков осуждает коммунистических лидеров: «Сталин — палач. Как и Ленин. То, что они продолжают лежать на главной площади страны, — позор и преступление».
В феврале 2014 года Гребенщиков впервые за долгое время исполнил романс «То, что я должен сказать», посвятив его протестующим, погибшим на Евромайдане. В том же 2014 году вместе с Максимом Леонидовым, Вячеславом Бутусовым и Юрием Шевчуком записал выступление, показанное по телеканалу «1+1», осуждающее войну между Россией и Украиной. Также, в 2014 году, Гребенщиков выступил против аннексии Крыма.
28 сентября 2019 года на YouTube был размещён ролик под названием «Вечерний М» (съёмка и запись: Иван Вырыпаев), в котором Борис Гребенщиков спел о российских телевизионных пропагандистах центральных каналов. Первым на ролик Гребенщикова откликнулся телеведущий Иван Ургант, обыграв интригу названия песни в рубрике новостей своего развлекательного шоу «Вечерний Ургант». 6 октября 2019 года, то есть всего через неделю после выкладывания ролика с песней в сеть, количество просмотров её на YouTube превысило два миллиона. Песня Гребенщикова в течение нескольких дней стала знаковым явлением в массовой культуре, породив как свои кавер-версии, так и музыкальные пародии на неё, а также оригинальные клипы.
Подписал опубликованное 25 ноября 2020 года открытое «Письмо священников и мирян к христианам Беларуси» в поддержку белорусов, подвергающихся насилию за участие в мирных протестах.
В ноябре 2020 года вместе с другими российскими деятелями культуры призвал ЮНЕСКО включить памятники христианского культурного, художественного и архитектурного наследия Нагорного Карабаха в список всемирного наследия для их дальнейшего сохранения.
В феврале 2022 года выступил против полномасштабного вторжения России на Украину:

Происходящее — подлинное безумие. Люди, развязавшие эту войну, сошли с ума. Они — позор России.— Борис Гребенщиков
В мае 2023 года на Гребенщикова составили протокол о «дискредитации армии» (часть 1 статья 20.3.3 КоАП РФ).
30 июня 2023 года Министерством юстиции России внесён в список физических лиц — «иностранных агентов».

## Изданные книги
- Сочинения в 2 томах: т. 1 — «Песни», т. 2 — «Непесни». (Издательство «Нота-Р», 2002).
- Книга Песен. (Издательство «Олма-пресс», 2006).
- Два стиха о квартире номер шесть. (Издательство «Красный матрос», 2008).
- Аэростат. Течения и земли. (Издательство Амфора, 2008).
- Аэростат. Воздухоплаватели и артефакты. (Издательство «Амфора», 2009).
- Аэростат. Параллели и Меридианы. (Издательство «Амфора», 2009).
- Аэростат. Вариации на тему Адама и Евы. (Издательство «Амфора», 2012).
- Гребенщиков Б. Б. Трамонтана: Авторский сборник. — М.: Эксмо, 2013. — 192 с. — (Поэзия XXI). — 3000 экз. — ISBN 978-5-699-63033-2.
- Гребенщиков Б. Б. Серебро Господа моего. — М.: Эксмо, 2013. — 320 с. . Дополненное издание — М.: Эксмо, 2015—352 с. — ISBN 978-5-699-84581-1
- Гребенщиков Б. Б. Песни БГ. — Эксмо, 2013. — 768 с. Второе издание 2014. — ISBN 978-5-699-68774-9
- Бхагавад-гита. Перевод Б. Гребенщикова. — АСТ, 2021. — 192 с. ISBN 978-5-17-116687-8

## Персональные фотовыставки и выставки живописи
Фотовыставки, где Борис Гребенщиков выступает как автор:
- 2004 — «Инфра Петербург»[66], Дом Набокова, Санкт-Петербург;
- 2007 — «Инфра Петербург»[67][68], галерея Врублевской, Москва;
- 2013 — «Внутренние свойства пейзажа», живопись, фотография, видео-арт. Московский музей современного искусства[69][70][71].
- 2015 — «Три Теоремы Сирени», Лондон, Аукционный дом и галерея Мак Дугалл’с

Картину Бориса Гребенщикова под названием «Портрет неизвестного И.» использовал российский хип-хоп исполнитель Oxxxymiron в качестве обложки для своего третьего студийного альбома «Красота и Уродство».

## Участие в кинофильмах и театральных постановках
Фильмы, где Борис Гребенщиков является и композитором, и актёром (курсивом обозначены роли, сыгранные Гребенщиковым):
- 1982 — …Иванов — музыкант
- 1986 — Йя-Хха — камео
- 1987 — Серп и гитара (Финляндия) — камео
- 1987 — Рок — камео
- 1988 — Жажда — камео
- 1988 — Ты успокой меня — камео
- 1989 — Долгая дорога домой (США) — камео
- 1989 — Чёрная роза — эмблема печали, красная роза — эмблема любви — капитан «Корабля уродов»
- 1990 — Красное на красном — камео
- 1990 — Город — камео
- 1992 — Над тёмной водой — пациент больницы
- 1992 — Два капитана 2 — Капитан № 1
- 1993 — 40:0 в пользу — камео
- 1999 — Настроение Пси — камео
- 2000 — Нежный возраст — камео
- 2002 — БГ. Лев Толстой — камео

Фильмы, в которых звучит музыка Гребенщикова:
- 1984 — Милый, дорогой, любимый, единственный…
- 1985 — Чужие здесь не ходят
- 1986 — Курьер
- 1987 — Асса
- 1989 — Золотой сон
- 1990 — Город
- 1990 — Митьки в Европе
- 1991 — Дом под звёздным небом
- 1992 — Трава и вода
- 1994 — Не идёт
- 2002 — Азазель
- 2006 — Связь
- 2006 — Питер FM
- 2007 — Лаврские дворники
- 2008 — Сезон дождей
- 2008 — 2-Асса-2
- 2012 — Соловей-Разбойник
- 2012 — Танец Дели
- 2015 — Иерей-Сан
- 2019 — Тёмная как ночь. Анна Каренина 2019

См. также фильмографию в статье Аквариум (группа).
Мультфильмы с музыкой Гребенщикова:
- 1992 — Митьки никого не хотят победить, или Митькимайер
- 1994 — Рассказ о чуде из чудес

Мюзикл с музыкой Гребенщикова:
- 2013 — Музыка серебряных спиц

## Награды
- Орден «За заслуги перед Отечеством» IV степени (13 ноября 2003 года) — за большой вклад в развитие музыкального искусства[74]
- Лауреат Премии Андрея Белого (2021) «За заслуги перед литературой»
- Лауреат премии «Пушкин и XXI век» (2020)[75]
- Член Академии дураков, основанной Вячеславом Полуниным и Роланом Быковым (2013)[76][77]
- Лауреат премии «Своя колея» (2003)
- Лауреат Царскосельской художественной премии (2002)
- Лауреат премии «Триумф» (1997)

## Заимствования в творчестве
Одна из главных культурных миссий Бориса Гребенщикова заключается в том, что он перевёл зарубежный рок-н-ролл на русский язык. В том числе местами — впрямую.Александр Горбачёв
Первые такты песни «Плоскость» (записана в 1981 году — «Синий альбом», получила широкую известность благодаря фильму «Асса») очень напоминают мелодию песни Брайана Ино «Here He Comes» из альбома «Before And After Science» (1977).
В печати есть указания на заимствования Гребенщиковым и у других музыкантов.
Борис Гребенщиков в 1980 году так описал источники своего вдохновения в письме Артемию Троицкому, опубликованному в 1981 году в самиздатском журнале «Зеркало»:
- «Укравший дождь» — Дилан, как сердитый молодой человек + размышления о том, почему не дают «зелёного света» советской рок-музыке.
- «Почему не падает небо?» — только одно вдохновение.
- «Сталь» — Дилан на 100 % (см. ссылки на Пушкина, Вергилия. Последняя фраза песни из «Новых историй Ци Се» Юань Мэя). Наблюдения из окна в коммунальной квартире.
- «Дорога № 21» — половина фраз в песне — цитаты из «Дао дэ цзин» и Чжуан Цзы, «луна в реке рукой» — намёк на смерть Ли Бо, утонувшего в пьяном виде.
- «Нам всем будет лучше» — «Грэйтефул дэд».
- «Ключи от моих дверей» — Боб Дилан и его «Убежище от бури» + один роман.
- «25 к 10» — моя личная печальная судьба (?), примерно Дилан. Рыбак и начальник заставы в конце — Чжуан-цзы и человек, которому приписывается «Дао дэ цзин».
- «Тарелка» — Фрэнк Заппа. и тд…Кто слышал Патти Смит, тот знает, как беззастенчиво Гребенщиков использовал её — и не только её — тексты и музыку.Александр Тарасов[80]<Искусство быть смирным> — Talking Heads <Take me to the River>

«Аквариум» — продвинутая группа, разбирающаяся в британском и американском фолк-роке. Я, например, английский знаю, поэтому, когда услышал впервые «Аквариум», сразу понял, что всё содрано с Дилана и Fairport Convention. Более того, БГ и не скрывает заимствований, он даже как-то цинично сказал, мол, очень хорошо, что у нас в стране плохо знают творчество Элвиса Костелло и ещё кого-то там, потому что вот эту песню я спёр оттуда, а эту — отсюда.Егор Летов